# 504
Năm 504 là một năm trong lịch Julius.